# Protoinsolentitheca
Protoinsolentitheca es un género de foraminífero bentónico de la subfamilia Insolentithecinae, de la familia Archaesphaeridae, de la superfamilia Parathuramminoidea, del suborden Fusulinina y del orden Fusulinida. Su especie tipo es Protoinsolentitheca fundamenta. Su rango cronoestratigráfico abarca desde el Viseense superior hasta el Serpujoviense (Carbonífero inferior).

## Discusión
Clasificaciones más recientes incluyen Protoinsolentitheca en la familia Insolentithecidae, de la superfamilia Caligelloidea, del suborden Earlandiina, del orden Earlandiida, de la subclase Afusulinana y de la clase Fusulinata. Inicialmente fue incluido en la familia Caligellidae.

## Clasificación
Protoinsolentitheca incluye a la siguiente especie:
- Protoinsolentitheca fundamenta †